# JDS Makishio
Le JDS Makishio (SS-593) est un sous-marin d'attaque de classe Oyashio de la Force maritime d'autodéfense japonaise.

## Électronique
- 1 radar de veille surface JRC ZPS-6
- 1 sonar actif/passif d’attaque Oki ZQQ-5B
- 1 sonar passif remorqué ZQR-1
- 1 contrôle d’armes SMCS TFCS
- 1 détecteur radar ZLR-7